# Теодор Андрејевић
Теодор Тоша Андрејевић Аустралијанац био је српски музичар, музички педагог, композитор, диригент и оснивач прве приватне музичке школе у Београду. Андрејевић је био виртуоз на фаготу и виолини, и члан оркестра Јохана Штрауса Млађег.

## Младост и музичко образовање
Андрејевић је рођен у Руми, 18. јуна 1852. године, од оца Константина, по занимању пекара, и мајке Јулијане. Основну школу завршио је у Руми, а гимназију у Београду. Музику је почео да учи код приватних учитеља, прво код Антонија Цимбрића (такође Румљанина, који је предавао музику у Београду), а затим код Карла Реша, код кога је у то време учио и Стеван Стојановић Мокрањац. Андрејевић и Мокрањац су се тамо упознали и остали блиски пријатељи до смрти.
Као изузетан таленат, Андрејевић је добио посао као члан оркестра Народног позоришта у Београду, а 1873. године добио је стипендију и отишао у Беч. На Бечком конзерваторијуму је студирао фагот, а у исто време је учио и обоу, клавир и виолину. Студије је завршио са натпросечним успехом, а забележено је и да је био први српски музичар своје генерације који је стекао високо музичко образовање.

## Музичка каријера
Још за време студија, у Бечу је радио као хоровођа Српског академског певачког друштва „Зора“, чији чланови су били српски студенти који су студирали у Бечу. Година 1877. и 1878. учествовао је у српско-турском рату, за шта је одликован.
По повратку из рата, постао је члан оркестра Јохана Штрауса Млађег, с којим је наступао широм света, између осталог и у Београду. Андрејевић је у Штраусовом оркестру наступао као солиста на фаготу, али је у камерним ансамблима свирао и виолину и виолу. Са Штраусовим оркестром отишао је у Аустралију, где је наступао у Мелбурну и Сиднеју, и одлучио да остане.
У Аустралији је живео пет година, од 1879. до 1884. године, и тамо је основао сопствени оркестар. Велики успех Андрејевићевог оркестра у Аустралији скренуо је пажњу домаће и стране јавности на њега, и због тога је добио надимак Аустралијанац, који је додао свом презимену и носио га до краја живота. Аустралијска штампа поредила га је са чувеним фаготистом тог времена, Џоном Винтерботомом.
По повратку у Србију, Андрејевић је радио као професор музике у београдским гимназијама и Богословији Српске православне цркве. Основао је и прву приватну музичку школу у Београду, 1888. године, која је престала са радом након само годину дана, због финансијских тешкоћа.
Основао је и водио Типографско певачко друштво „Јакшић“, а упоредо је дириговао и другим хоровима и оркестрима, између осталих Јеврејским певачким друштвом, затим Дечјим хором и Ђачким оркестром „Јавор“, те Српским тамбурашким друштвом, с којим је наступао у Бечкој опери. Као диригент, наступио је са Тамбурашким оркестром „Вила“ у националној ресторацији у српском павиљону на Светској изложби у Паризу 1900. године, као и у Прагу 1902. године.

### Композиторски рад
Тоша Андрејевић је компоновао око 25 маршева за поједине класе Војне академије у Београду, који су у своје време били врло популарни. Најпознатији од ових маршева су били „Цветићев марш“, „Јакшићев марш“, „Немања“, „Српска зора“... Поред тога, компоновао је више плесних комада, неколико полки и једно коло, као и неколико соло песама, од којих су се истицале „Небо моје“ и „Пламти ми срце у љубави“.

## Приватни живот
За време свог боравка у Аустралији, Андрејевић се оженио Аустралијанком Евелином Бали (Evelyn Bulley), која је научила српски језик и са мужем се преселила у Београд. Евелин је заволела Србију, и као српска болничарка неговала рањенике у Балканским ратовима, а у Првом светском рату имала је своју болницу код Алексинца и у Параћину. Имали су деветоро деце, од чега су забележена имена синова Константина, Драгутина и Бранислава и кћерки Јелене, Наталије и Наташе.
Тошина кћерка Наташа студирала је музику код очевог пријатеља Мокрањца, а о присном пријатељству ова два композитора сведочи податак да је Мокрањац у својим писмима Андрејевића називао „Тошеле“. Андрејевић је био близак пријатељ и са оперским певачем Душаном Јанковићем, такође рођеним Румљанином, с којим је често приређивао заједничке концерте у Београду.

## Смрт и заоставштина
Тоша Андрејевић је умро 2. маја 1931. године, у Београду, а о његовој смрти писала је и тадашња штампа.
Основна музичка школа у Руми носи његово име.